# Ngữ hệ Ute-Aztec
Ngữ hệ Ute-Aztec, Ute-Aztek /ˈjuːtoʊ.æzˈtɛkən/ hoặc (hiếm khi) Ute-Nahuatl là một ngữ hệ bản địa châu Mỹ, bao gồm hơn 30 ngôn ngữ khác nhau. Các ngôn ngữ Ute-Aztec chỉ được tìm thấy ở miền Tây Hoa Kỳ và Mexico. Ngữ hệ này được đặt tên theo hai ngôn ngữ nổi bật trong nhóm, đó là tiếng Ute của Utah và ngữ tộc Nahua (còn được gọi là Aztec) của Mexico.
Ngữ hệ Ute-Aztec là một trong những ngữ hệ lớn nhất châu Mỹ về số lượng người nói, số lượng ngôn ngữ và phạm vi địa lý. Ngôn ngữ Ute-Aztec ở cực bắc là tiếng Shoshoni, được nói tại thành phố Salmon, Idaho, còn ngôn ngữ cực nam là tiếng Pipil ở El Salvador. Ethnologue liệt kê 61 ngôn ngữ nằm trong ngữ hệ này và tổng số người nói là 1.900.412. Trong đó, khoảng 1,7-1,9 triệu người nói các ngôn ngữ Nahuatl chiếm đến 78,9%.
Ngữ hệ này được chia thành hai nhánh: nhánh phía Bắc, bao gồm tất cả các ngôn ngữ nằm trong Hoa Kỳ và nhánh phía Nam, bao gồm tất cả các ngôn ngữ nằm trong Mexico, mặc dù vẫn còn nhiều tranh cãi về việc liệu đây có phải là cách phân loại theo phả hệ hay chỉ là cách phân loại theo địa lý. Theo kiểu phân loại này, có các nhánh chính được chấp nhận sau đây: ngữ tộc Numic (bao gồm các ngôn ngữ như tiếng Comanche và tiếng Shoshoni) và các ngôn ngữ California (trước đây được gọi là ngữ tộc Takic, bao gồm tiếng Cahuilla và tiếng Luiseño) chiếm đa số nhánh miền Bắc. Tiếng Hopi và tiếng Tübatulabal là những ngôn ngữ nằm ngoài các nhóm đó. Nhóm miền Nam được chia thành ngữ tộc Tepima (bao gồm tiếng O'odham và tiếng Tepehuá), ngữ tộc Tarahumara (bao gồm tiếng Raramuri và tiếng Guarijio), ngữ tộc Cahita (bao gồm tiếng Yaqui và tiếng Mayo), ngữ tộc Corachola (bao gồm tiếng Cora và tiếng Huichol), và ngữ tộc Nahua.
Cội nguồn của ngữ hệ Ute-Aztec được cho là ở Tây Nam Hoa Kỳ hoặc Tây Bắc Mexico. Một giả thuyết khác cho rằng ngữ hệ này có nguồn gốc từ miền nam Mexico, trong khu vực ngôn ngữ Trung Bộ châu Mỹ, nhưng chưa quá thuyết phục.